# Shannon Rempel

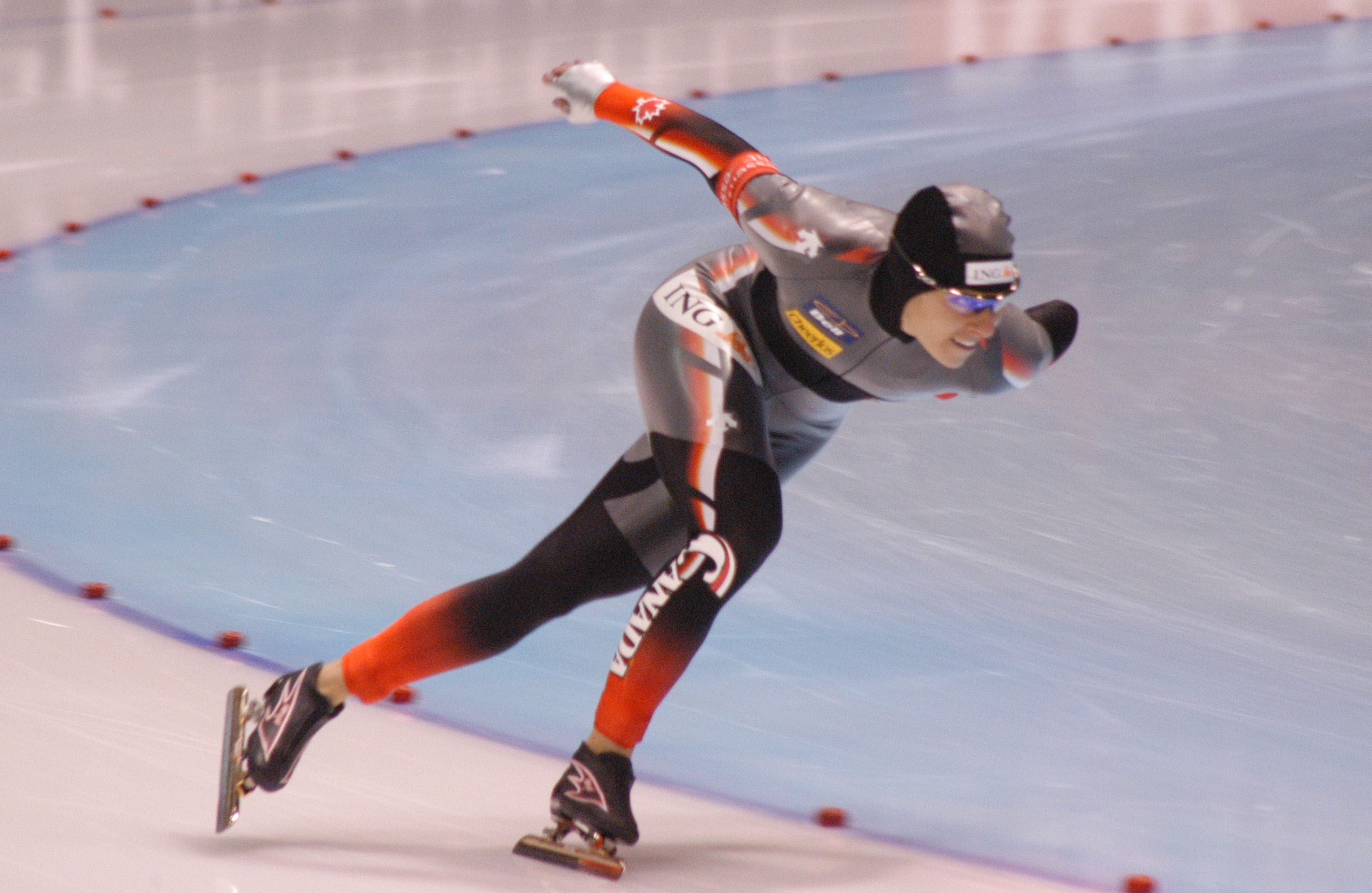
Shannon Rempel beim Weltcup in Heerenveen 2007

Shannon Rempel (* 26. November 1984 in Winnipeg, Manitoba) ist eine kanadische Eisschnellläuferin, die sich auf Sprint- und Kurzstrecken spezialisiert hat.
Shannon Rempel debütierte im Februar 2001 beim Weltcup in Heerenveen. Immer wieder konnte sie vordere Plätze belegen – so wurde sie zweimal in ihrer Karriere Zweite bei 1000-Meter-Weltcuprennen –, enttäuschte jedoch auch immer wieder aus Erfolgen erwachsene höhere Erwartungen. Die zweifache kanadische Meisterin gehört vor allem als Sprintmehrkämpferin zur Weltklasse. Auch als Allrounderin kann sie bestehen und wurde in dieser Disziplin 2003 Juniorenweltmeisterin. Ihr größter Erfolg war der Gewinn der Silbermedaille an der Seite von Kristina Groves, Clara Hughes, Cindy Klassen und Christine Nesbitt beim Teamwettkampf bei den Olympischen Winterspielen 2006 in Turin. Ein Jahr später wurde sie ebenfalls im Team Weltmeisterin.